# Durlinci
Durlinci is een plaats in de gemeente Ozalj in de Kroatische provincie Karlovac. De plaats telt 89 inwoners (2001).